# Балтениј де Жос (Тулћа)
Балтениј де Жос (рум. Băltenii de Jos) насеље је у Румунији у округу Тулћа у општини Бештепе. Oпштина се налази на надморској висини од 2 m.

## Становништво
Према подацима из 2002. године у насељу је живело 118 становника.

### Попис2002.
| Расподела становништва по националности 2002.‍ | Расподела становништва по националности 2002.‍ | Расподела становништва по националности 2002.‍ | Расподела становништва по националности 2002.‍ | Расподела становништва по националности 2002.‍ |
| --------------------------------------------- | --------------------------------------------- | --------------------------------------------- | --------------------------------------------- | --------------------------------------------- |
|                                               |                                               |                                               |                                               |                                               |
| Румуни                                        | Румуни                                        |                                               | 105                                           | 91,3%                                         |
| Украјинци                                     | Украјинци                                     |                                               | 10                                            | 8,7%                                          |